# シボイガン郡 (ミシガン州)
シボイガン郡（英: Cheboygan County）は、アメリカ合衆国ミシガン州ロウアー半島の北部に位置する郡である。2010年国勢調査での人口は26,152人であり、2000年の26,448人から1.1%減少した。郡庁所在地はシボイガン市（人口4,867人）であり、同郡で人口最大の都市でもある。
郡名はシボイガン川と同じ由来であるが、正確な意味は不明である。オジブワ族インディアンの言葉で「縫製用の針」を意味する zhaabonigan から採られた可能性がある。また、「鉱石の場所」を意味する Chabwegan から採られたという説もある。
郡域は1840年に設定され、郡政府ができたのは1853年だった。

## 地理
アメリカ合衆国国勢調査局に拠れば、郡域全面積は885.23平方マイル (2,292.7 km2)であり、このうち陸地715.60平方マイル (1,853.4 km2)、水域は169.63平方マイル (439.3 km2)で水域率は19.16%である。

### 交通

#### 空港
郡内の民間空港はシボイガン郡空港である。シボイガン市にある。
郡内に旅客定期便が発着する空港は無い。近くにはアルピーナ郡地域空港、チッペワ郡国際空港（スーセントマリー市）、トラバースシティ・チェリーキャピタル空港がある。ペルストン地域空港からはデルタ航空が定期便を飛ばしている。

#### 主要高規格道路
- 州間高速道路75号線
- アメリカ国道23号線
- アメリカ国道31号線
- ミシガン州道27号線
- ミシガン州道33号線
- ミシガン州道68号線
- ミシガン州道212号線

#### 郡指定道路
- シボイガン郡道58号線
- シボイガン郡道64号線
- シボイガン郡道66号線
- シボイガン郡道5号線/林道5号線

### 隣接する郡
- マキナック郡 - 北
- プレスクアイル郡 - 東
- モンモランシー郡 - 南東
- オトセゴ郡 - 南
- シャルルボア郡 - 南西
- エメット郡 - 西

## 人口動態
以下は2000年の国勢調査による人口統計データである。
| 基礎データ - 人口: 26,448人 - 世帯数: 10,835 世帯 - 家族数: 7,573 家族 - 人口密度: 14人/km2（37人/mi2） - 住居数: 16,583軒 - 住居密度: 9軒/km2（23軒/mi2） 人種別人口構成 - 白人: 94.80% - アフリカン・アメリカン: 0.25% - ネイティブ・アメリカン: 2.55% - アジア人: 0.20% - 太平洋諸島系: 0.02% - その他の人種: 0.15% - 混血: 2.05% - ヒスパニック・ラテン系: 0.76% 先祖による構成 - ドイツ系：21.4% - イギリス系：10.4% - フランス系：10.0% - ポーランド系：9.5% - アメリカ人：9.2% - アイルランド系：8.9% 言語による構成 - 英語：97.7% | 年齢別人口構成 - 18歳未満: 23.7% - 18-24歳: 6.2% - 25-44歳: 25.8% - 45-64歳: 26.3% - 65歳以上: 17.9% - 年齢の中央値: 41歳 - 性比（女性100人あたり男性の人口） - 総人口: 98.3 - 18歳以上: 96.5 世帯と家族（対世帯数） - 18歳未満の子供がいる: 28.6% - 結婚・同居している夫婦: 58.0% - 未婚・離婚・死別女性が世帯主: 8.6% - 非家族世帯: 30.1% - 単身世帯: 25.8% - 65歳以上の老人1人暮らし: 11.8% - 平均構成人数 - 世帯: 2.41人 - 家族: 2.87人 収入と家計 - 収入の中央値 - 世帯: 33,417米ドル - 家族: 38,390米ドル - 性別 - 男性: 30,054米ドル - 女性: 20,682米ドル - 人口1人あたり収入: 18,088米ドル - 貧困線以下 - 対人口: 12.2% - 対家族数: 8.7% - 18歳未満: 17.9% - 65歳以上: 7.1% |

## 郡政府
郡政府は郡監獄の運営、地方道の維持、地方裁判所の運営、権利譲渡と抵当権設定記録など重要記録の維持、公衆衛生規制の管理、福祉など社会サービスの項目で州の施策への参加を行う。郡政委員会は予算を管理するが、法や条例を作るのは限定付き権限である。ミシガン州では、警察と消防、建設と区画割、税評価、街路維持など地方政府の大半機能は個々の都市と郡区の責任である。

## 郡区
シボイガン郡は下記19の郡区に分割されている。
| - アロハ - ボーグランド - ベントン - バート - エリス | - フォレスト - グラント - ヘブロン - インバネス - コーラー | - マキノー - メンター - ミュレット - マンロー - ヌンダ | - タスカローラ - ウォーカー - ウェイバリー - ウィルモット |

以前にはメイプルグローブという郡区があったが、1942年にフォレスト郡区に併合された。

## 都市と町
| 都市 - シボイガン - 郡庁所在地 村 - マキノーシティ（部分） - ウォルバリン | 未編入の町 - アフトン - アロハ - アルバーノ - バートレイク | - エルムハースト - インディアンリバー - ミュレットレイク - リッグスビル | - トピナビー - タワー |

## 歴史銘板

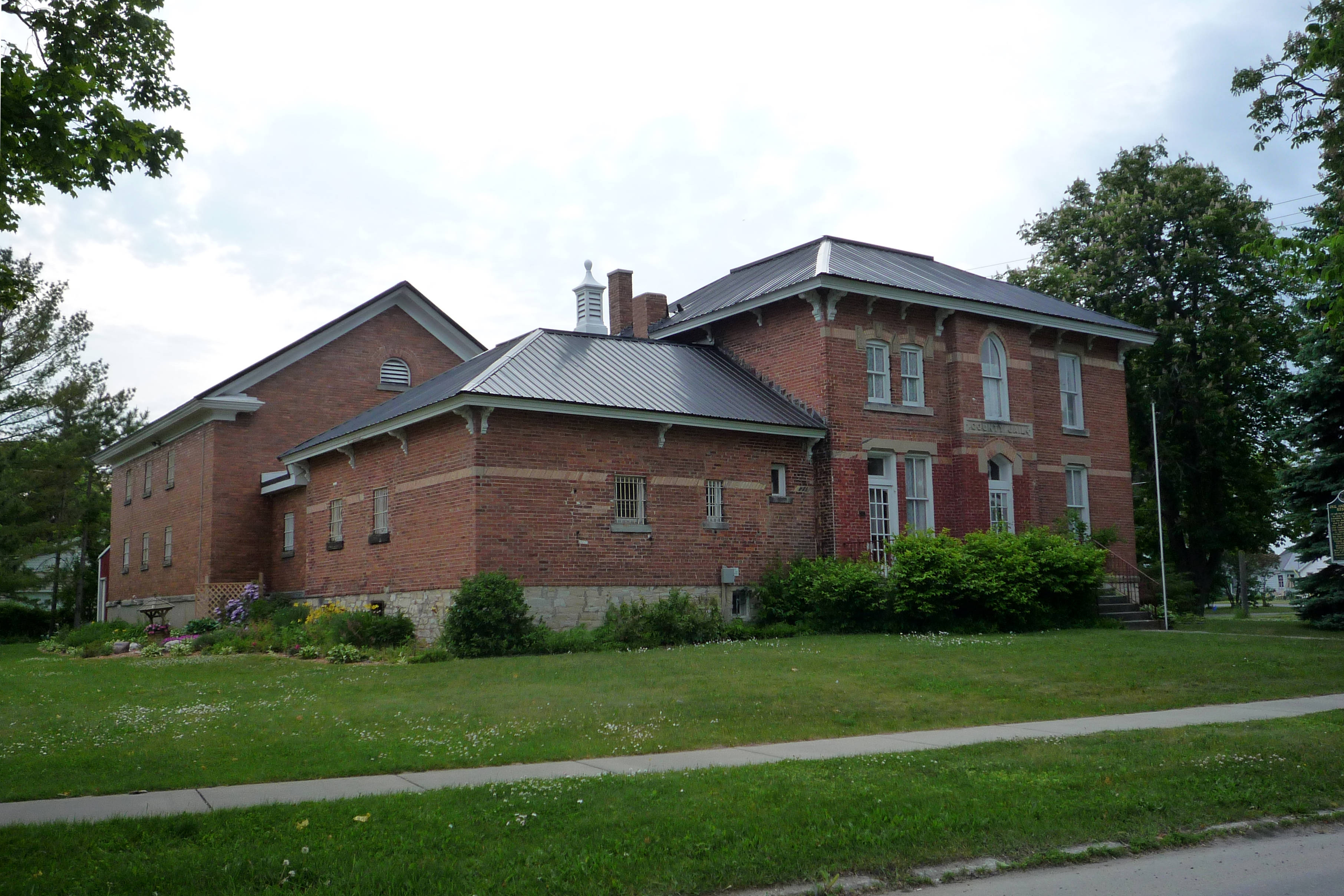
監獄と保安官住居、現在はシボイガン郡歴史博物館複合ビル

シボイガン郡内には8か所に公式の州指定歴史銘板がある。
- フォーティマイルポイント灯台 / 船の墓場
- 内陸水路
- ジェイコブ・J・ポスト邸
- 監獄と保安官住居
- ニュートン・オールエア邸
- 昔のシボイガン郡庁舎
- セントバーナード・カトリック教会
- セントメアリーズ教会